# Hypena rusticalis
Hypena rusticalis är en fjärilsart som beskrevs av Jacob Hübner 1823. Hypena rusticalis ingår i släktet Hypena och familjen nattflyn. Inga underarter finns listade i Catalogue of Life.